# Aufstand der venezianischen Siedler auf Kreta (1363–1366)

Aufteilung Kretas in Sechstel entsprechend den Stadtquartieren Venedigs

Der Aufstand der venezianischen Siedler auf Kreta war eine der schwersten Erschütterungen des venezianischen Kolonialreichs. Er dauerte von August 1363 bis mindestens April 1366 und zog demographische Verwerfungen auf der Insel Kreta und eine Wirtschaftskrise nach sich. Ein Teil der griechischen Grundbesitzerschicht verbündete sich zeitweise mit den Aufständischen, die in der Schlussphase eine Art Guerillakrieg führten. Niedergeschlagen wurde der Aufstand von Truppen unter Führung eines Condottiere.
Infolge des Vierten Kreuzzugs setzten die Venezianer auf Kreta nach abendländischem Vorbild das Lehnswesen durch und verlangten von ihren seit 1211 auf der Insel ansässigen Siedlern hohe Beiträge zur Lebensmittelversorgung der Mutterstadt und für den Unterhalt ihrer großen Flotten. Dennoch erzielten die Siedler meist relativ niedrige Preise für ihren Weizen, dessen Hauptabnehmer Venedig war. Zudem entzog ihnen die Kommune der Inselhauptstadt Candia (heute Iraklio) Arbeitskräfte in eigenem Interesse. Weiterhin schöpfte Venedig Gewinne aus der erzwungenen Annahme überbewerteter Münzen zu Lasten der Händler und Siedler ab. Außerdem war der ursprünglich starke Einfluss der auf Kreta siedelnden Venezianer auf die Politik der Lagunenstadt stark gesunken, während sie die Lasten als Flotten- und Handelsstützpunkt mitsamt Mannschaften, Bauten und materieller Unterstützung trugen.
Als Ursache des Aufstandes gilt die auf Versorgung Venedigs mit landwirtschaftlichen Erzeugnissen ausgerichtete Wirtschaftspolitik, wobei zahlreiche Bestimmungen, Einzelmaßnahmen und Gewohnheitsrechte die Grundlage bildeten.
Unmittelbarer Auslöser war eine als willkürlich wahrgenommene Festsetzung einer Sonderabgabe für die Infrastruktur. Infolge der Kampfhandlungen, aber auch durch wirtschaftliche Isolierung, wurde die tragende Schicht der von Venedig eingerichteten Feudalstruktur der Insel in Frage gestellt.

## Vorgeschichte
Kreta kam infolge des Vierten Kreuzzugs vertragsmäßig ab 1204, de facto ab etwa 1210 an Venedig. Die Stadt sandte in mehreren Schüben ab 1211 zahlreiche Siedler auf die Insel, die als feudale Herrenschicht abgegrenzt von der griechischen Bevölkerung lebten. Die Hauptaufgaben der Insel waren die Sicherung des Fernhandels, die Bemannung der Flotten sowie die Lebensmittelversorgung Venedigs und seiner Kriegsmarine. Die Bedingungen setzte überwiegend Venedigs Senat fest, der in Krisenzeiten wenig Rücksicht auf die Bedürfnisse der Siedler nahm. So klagten die kleinen Feudalherren von Retimo (heute Rethymno) und La Canea (Chania) 1345 gemeinsam in Venedig darüber, dass die Preise für ihren Weizen so niedrig seien, dass dies ihre Existenz gefährde.
Durch die in Europa grassierenden Pestwellen traten solche Krisen ab 1348 gehäuft auf. Vor allem aber waren es die Kriege gegen Genua, die umfangreiche Mittel erforderten und die zudem schlagartig und in unvorhersehbaren Mengen aufgebracht werden mussten.
Hinzu kam eine Wirtschaftskrise, die Venedig selbst vor allem in den 1360er-Jahren erfasste. Die Jahre von 1360 bis 1362 bezeichnen dabei die schärfste Phase der protektionistischen Wirtschaftspolitik Venedigs (vgl. Wirtschaftsgeschichte der Republik Venedig), die in großem Maßstab auf Kosten der Kolonien durchgesetzt wurde. Die durch die Pest von 1348 drastisch geschrumpfte Bevölkerung hatte schon lange mangels Arbeitskräften Mühe, den Boden zu bearbeiten – trotzdem forderte Venedig kampffähige Männer für seine Schiffe, insbesondere während des Krieges gegen Genua von 1350 bis 1355.
Im Jahr 1354 kam es zu einer ersten Verschwörung unter Führung der Gradenigo und Venier, die aber schnell zusammenbrach. Über sie ist nur wenig bekannt. Trotzdem musste Kreta ab 1359 wegen einer befürchteten Invasion durch die Türken von Aydin, einem Emirat an der Küste Kleinasiens, zwei Galeeren bemannen und mitfinanzieren. 1360 wurde den Kolonisten auf den von ihnen selbst ausgestatteten Galeeren entgegen gewohntem Recht verboten, Waren mitzuführen, wodurch eine weitere Einnahmequelle versiegte. Darüber hinaus lehnte Venedig jede Exportgenehmigung für Weizen rigoros ab und verbot sogar dessen Verschiffung zwischen den kretischen Häfen.
Eine erneute verheerende Pestwelle zog 1362 über die Insel. Als in dieser Situation auch noch eine große Schiffsladung von Silbermünzen (Torneselli) einlief und Venedig verlangte, sie zu einem viel zu hohen Kurs einzutauschen, während sich zugleich Soldzahlungen verzögerten und darüber hinaus gleich zweimal Steuern erhöht wurden, stand die Insel vor der offenen Empörung.

## Verlauf

### Die Aufständischen
Am 8. August 1363 widersetzten sich die Kreter einem jährlichen Extrazoll zur Reinigung des Hafens und der Ausbesserung der Dämme. In Candia kam es zu schweren Ausschreitungen und die Aufständischen stürmten den Palast des Duca di Candia Leonardo Dandolo, der dabei beinahe ums Leben gekommen wäre. Einige Venezianer wurden getötet, ein Teil festgesetzt. Die übrigen mussten die Insel verlassen.
Marco Gradenigo, der Ältere, wurde zum „Gubernator et Rector Crete“ erhoben. Ihm standen vier der Aufständischen als Berater zur Seite. Um ihre Armee zu stärken, entließen sie Strafgefangene und Schuldner gegen Ableistung von sechs Monaten Heeresdienst. Griechen durften erstmals an den Sitzungen des Großen Rats und der Versammlung der Feudalherren teilnehmen. Der Evangelist Markus wurde als Patron der Insel durch den Heiligen Titus ersetzt, der als erster Bischof Kretas galt und ein Schüler des Apostels Paulus gewesen war. Daher wurde das von den Aufständischen ausgerufene Staatswesen auch gelegentlich als „Republik des Heiligen Titus“ bezeichnet, der Aufstand als „Revolte vom Heiligen Titus“. Die Hauptstadt Candia war das Zentrum der Rebellion. Ihr schloss sich La Canea an und wenig später erfasste der Aufstand die gesamte Insel. Einige Männer versuchten auch Negroponte (Evvia) sowie Modon und Koron zu einer Beteiligung zu bewegen.
Mehrere der griechischen Archonten und Grundherrenfamilien wollten die venezianische Herrschaft jedoch ganz abschütteln, darunter auch einige Mitglieder der Familie Kalergis.

### Venedigs Versuch, die Insel zu isolieren
Am 10. September erreichte die Nachricht vom Aufstand Venedig. Ein Aufruf des Dogen Lorenzo Celsi zum Stillhalten wurde von den Aufständischen nicht befolgt.
Venedig forderte zunächst Rhodos, Zypern, Byzanz und Genua zum Handelsboykott auf – wie sich später herausstellte, sorgten die Genuesen von Pera und Chios heimlich für Kornzufuhr an die Rebellen. Auch Andrea Querini, der Bailò in Konstantinopel, Vertreter der dortigen großen venezianischen Händlerkolonie, sollte alles in seiner Macht Stehende tun, um die Insel zu isolieren.
Am 11. Oktober gingen weitere Briefe an Ludwig I., den König von Ungarn, erneut nach Zypern, an Johanna, Königin von Neapel, den (theoretischen) Lateinischen Kaiser und Herzog von Tarent und Achaia, Robert, sowie an den päpstlichen Legaten Pierre Thomas.
Papst Urban V. sandte am 15. Oktober ein mahnendes Schreiben an die Aufständischen. Sie seien „zu großen Teilen“ Venezianer und nur Venedig könne sie gegen Schismatiker und Muslime verteidigen. Außerdem gefährdeten sie den Kreuzzug, den König Peter I. von Zypern vorbereitete, und der von Venedig ins Heilige Land fahren wollte. In einem Brief vom 17. Dezember an den Papst behauptete das Collegio, man habe die venezianischen Feudalherren auf der Insel immer wie „Brüder und Söhne“ behandelt, „geboren von den gleichen Eltern und demselben Vaterland (patria)“, und dass sie die gleichen Ehren und Würden genossen hätten.

### Kriegsvorbereitungen
Erste venezianische Galeeren riegelten die Gewässer um die Insel ab, Truppen wurden auf Istrien, in Dalmatien und in Chioggia angeworben. Von der Anwerbung türkischer Truppen sah man zunächst noch ab, doch wurde ein Angelo Michiel zu den Türken gesandt, um dort Hilfsmittel zu beschaffen.
Es folgte ein strenges Verbot an alle Kalfaterer, außerhalb des Arsenals zu arbeiten. Bald standen acht große Galeeren bereit. Zusätzlich wurden 300 Engländer angeworben. Mitten im Winter brachen Ende Januar 1364 drei Galeeren mit Waffen und Lebensmitteln an Bord auf. Wenige Tage später standen 1000 Reiter und 2000 Mann Fußvolk bereit. Allerdings wartete man noch auf ein tausendköpfiges Kreuzfahrerheer, das sich auf dem Weg nach Zypern befand.
Am 24. Januar schickten die in Bologna wartenden Kreuzfahrer unter Führung des Königs von Zypern und des päpstlichen Legaten einen Brief an den Dogen, sie seien bereit, im Frühjahr aufzubrechen. Venedig erklärte sich seinerseits bereit, bis zu tausend Mann zur Rückeroberung Kretas auf die verbliebenen Schiffe zu nehmen. Zusätzlich erwartete man Amadeus VI. von Savoyen, den man ins Heilige Land bringen wollte, wenn er bei der Niederschlagung des Aufstandes Unterstützung leisten würde. Noch, so drückte es ein Brief aus, erhoffte man sich eine leichte und schnelle Rückeroberung.
Durch die Indiskretion eines Notars namens Desiderio erlangten die Aufständischen jedoch Kenntnis von Einzelheiten der Vorbereitungen.
Als im Februar Legaten und Gesandte Peters I. in Venedig vorsprachen, mussten sie mitteilen, dass Peter nun Transportkapazitäten für 2000 statt 1000 Pferde verlangte und dass er nicht gewillt war, bis zur Niederschlagung des Aufstands auf der Insel zu bleiben. Die vier venezianischen Savi, wie die Unterhändler genannt wurden, also Kenner der Materie, verhandelten zehn Tage lang, doch Peter setzte seine Forderungen durch. Der Doge machte dem König das generöse Angebot, seine Leute bei Otranto einzuladen, dazu 2000 Pferde und sie und weitere Truppen ins Heilige Land zu bringen. Am 26. Februar schrieb der Doge Lorenzo Celsi an den Papst von seinem Einsatz für den Kreuzzug. Gleichzeitig warb der Papst neue Kreuzzugsteilnehmer vor allem in England und Frankreich, konnte jedoch nicht verhindern, dass nun Amadeus seine Teilnahme immer weiter hinausschob.
Die Venezianer drängten keineswegs, sondern konnten nun die Rückeroberung auf andere Art und Weise vorbereiten. Nachdem ein Condottiere namens Galeotto Malatesta mit seiner Forderung nach 5000 Goldflorin sowie 200 Rittern und 500 Mann Fußvolk als zu teuer abgelehnt worden war, erhielt der Veronese Luchino dal Verme, den man in Mailand angeworben hatte, den Auftrag, den Aufstand zu unterdrücken. Allein für ihn und seine Armeeführer zahlte Venedig insgesamt mindestens 20.000 Dukaten Sold.
Dem Notar Raffaino Caresini – er wurde 1365 Großkanzler – gelang es Anfang Februar 1364, einen entsprechenden Vertrag mit dem Condottiere abzuschließen, der als Freund Petrarcas galt. Am 3. März kam er nach Venedig und in einer feierlichen Zeremonie übergab ihm der Doge am 28. das Banner des Heiligen Markus.

### Niederschlagung des Aufstands
Am 10. April brach die Flotte unter Führung des Admirals Domenico Michiel di Santa Fosca von Venedig auf und erreichte Kreta rund 10 Kilometer von Candia entfernt bei Fraschia. Nur wenige Tage nach der Landung konnte Lucchino dal Verme die Aufständischen besiegen und am 10. Mai die Hauptstadt einnehmen. Leonardo Dandolo wurde aus seinem Gefängnis geholt, der Aufstandsführer Gradenigo auf dem Hauptplatz enthauptet.
Der schnelle Erfolg dal Vermes, für den dieser auf Beschluss des Großen Rats vom 16. Juni 1366 eine Rente auf Lebenszeit von jährlich 1000 Dukaten erhielt, wurde ihm erheblich dadurch erleichtert, dass die Aufständischen sich in der Zwischenzeit zerstritten hatten. Die Griechen unter Führung des Zanachi Kalergis hatten zahlreiche Venezianer getötet, unter ihnen auch einige der führenden Rebellen, wie Angehörige der venezianischen Adelsfamilien der Corner, Gritti und Venier. Marco Gradenigo der Ältere entging einem Attentat, der Führer der Griechen wurde daraufhin aus dem Fenster geworfen.
Auf die geflohenen Aufständischen setzte man ein Kopfgeld aus, die geringfügig Beteiligten wurden verbannt. Der Besitz der Gradenigo und Venier wurde konfisziert. Der Senat versuchte nun – der Aufstand schleppte sich bis weit ins Jahr 1366 fort – eine Aussöhnungspolitik. Gegen die Führer der Rebellion wurde jedoch mit größter Härte vorgegangen. Das galt vor allem für Micheletto Falier, ein Mitglied der Familie jenes Marino Falier, der zehn Jahre zuvor als Doge einen Umsturzversuch in Venedig unternommen hatte.

### Guerillakrieg
Auch nach dem harten Winter 1364/65 war die Rebellion noch nicht endgültig erstickt. Ihr Führer war nun Tito Venier. Am 10. August erklärten die Aufständischen dem byzantinischen Kaiser Johannes V. die Treue, doch verschreckten sie diesen, als sie sich als Vorkämpfer der Orthodoxie gegen den Lateinischen Katholizismus aufführten. Die Aufständischen zogen sich in die Berge zurück und begannen einen Guerillakrieg.
Nun warb Venedig türkische Söldner an, zunächst 1000, später bis zu 5000. Daneben wurden Vasmulli, Nachkommen von Lateinern und Griechinnen, und auch Sklaven angeworben.
Durch die lang andauernden Kämpfe, Vertreibung und Ermordung der Bevölkerung sowie durch Verbrennung der noch auf dem Halm stehenden Ernten entstand vor allem in den Räumen Canea und Retimo großer Schaden für den Landbau.
Venedig hatte inzwischen Verbündete gegen die verbliebenen Aufständischen auf der Insel, vor allem unter den einflussreichen griechischen Familien. Am 20. März 1365 erhielten der Rektor von Canea und der Proveditor Giovanni Mocenigo Anweisung aus Venedig, die Kalergis-Familie – unter nicht genannten Vorsichtsmaßnahmen – wegen ihrer Treue mit Soldaten gegen die lokalen Rebellen zu unterstützen. Ob die Kalergis Racheaktionen wegen des Verrats an den Aufständischen fürchteten, ist unklar.
Offenbar bedrängten die Aufständischen nicht nur die ländlichen Gebiete, sondern auch die Städte Canea und Retimo, die nur noch über See miteinander in Verbindung standen. Nun sollten die venezianischen Truppen die kleinen Schiffe zerstören und die Ernte niederbrennen sowie Soldaten anwerben. Galeeren patrouillierten zu dieser Zeit an der Küste, was hohe Kosten verursachte.
Fast ein Jahr später, am 5. Februar 1366, wurden fünf neue Proveditoren angekündigt, einer für Canea, einer für Retimo und drei für Candia. Sie sollten freie Hand haben, um die letzten Reste der Rebellen (rebelles) zu unterdrücken. Dazu sollte eine starke Garnison in die Festung Kissamos gelegt werden. Tatsächlich durften schon bald drei Galeeren nach Venedig zurückkehren. Im April 1366 fielen die führenden Männer des Aufstandes in venezianische Hände und wurden hingerichtet. Wann die letzten Aufständischen aufgaben, ist nicht bekannt.

### Siegesfeiern

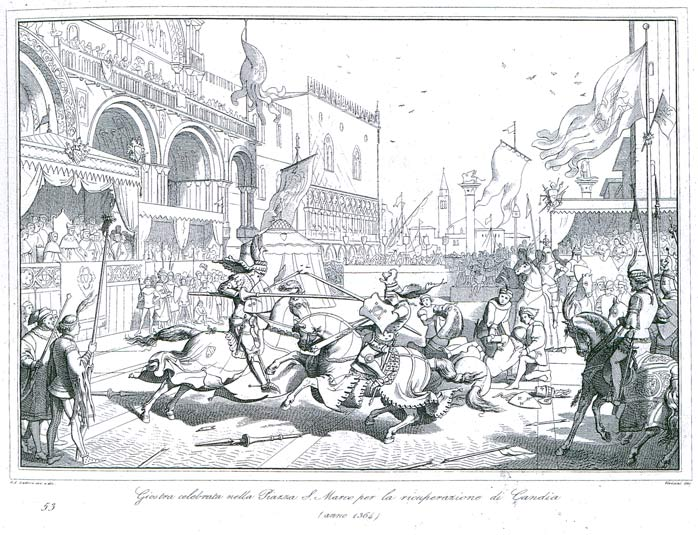
Historienmalerei, Darstellung der Siegesfeierlichkeiten in Venedig, Giuseppe Lorenzo Gatteri (1829–1884): Storia di Venezia, 2 Bde., Bd. 1, Venedig 1863

Die Nachricht vom Ende des Aufstands erreichte Venedig bereits am 4. Juni 1364, als Petrarca am Fenster eines Palastes, wohl des Palazzo Molina an der Riva degli Schiavoni, stand. Sie wurde von einer Galeere gebracht, die die Fahnen der Aufständischen als Beutestücke trug. Am 12. Juni erhielt Lucchino dal Verme ein Dankesschreiben. Einen Tag später verließ ein Brief mit der Siegesmeldung die Stadt in Richtung Konstantinopel, denn der Bailò sollte ihn dem Kaiser präsentieren. Den ausgehenden Briefen an die wichtigsten Potentaten folgten entsprechende Gratulationsschreiben aus Rom, Ungarn, Neapel, Tarent und auch von Kaiser Karl IV.
Als Lucchino dal Verme am 25. Juni 1364 in Venedig eintraf, veranstaltete die Stadt groß angelegte Feierlichkeiten, die Petrarca, der seit 1362 in Venedig lebte, in einem Brief beschrieb. Dazu gehörten auch ritterliche Kampfspiele.
Der 10. Mai wurde ab 1365 in Candia jedes Jahr mit Prozessionen und Pferderennen feierlich begangen. Der Hauptstadt folgten bald Retimo (Rethymno) und Canea (Chania).

## Nachwirkungen
Von 1367 bis 1371 versuchte man, die zahlreichen eingezogenen Lehen zu versteigern. Aber nur 18 Adlige, acht „Bürger“ und zwei „aus den unteren Ständen“ waren bereit, die geforderten Gegenleistungen zu erbringen. Die Insel erholte sich von dem Aufstand nur langsam, aber die Lage der Siedler verbesserte sich dennoch in kleinen Schritten. Die Einsicht, dass man die Siedler überlastet hatte, setzte sich dabei nur langsam durch. Immerhin reduzierte man 1374 die Bußgelder für zu spät gezahlte Abgaben, die den Siedlern seit 1358 auferlegt worden waren, um die Hälfte.

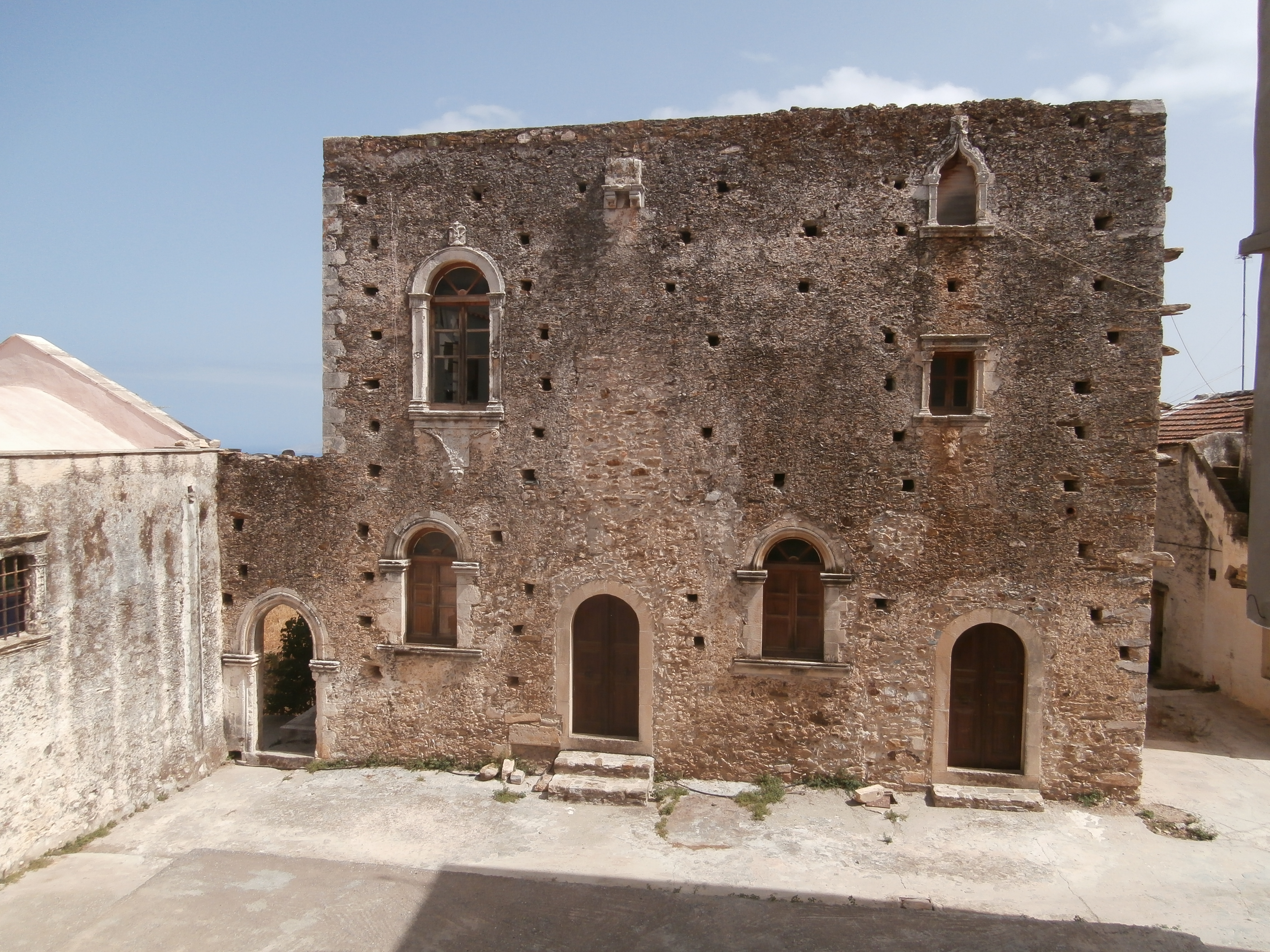
Das Herrenhaus von Rodia stammt aus dem 15. Jahrhundert

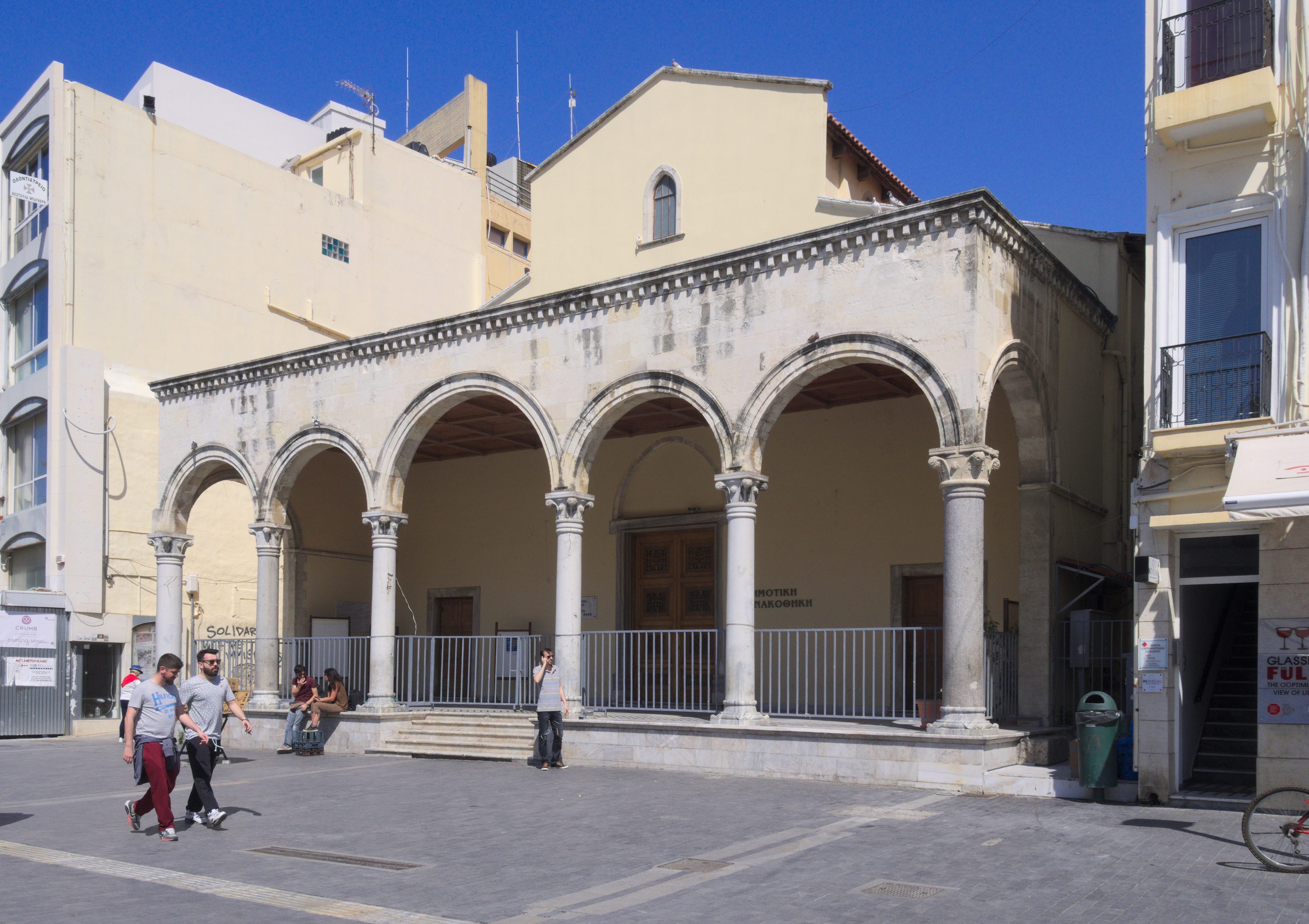
Die Markusbasilika von Candia-Iràklion wurde zwar 1239 errichtet, jedoch 1303 und 1508 durch Erdbeben zerstört. Jeweils wieder aufgebaut, später als Moschee genutzt, birgt sie heute die Pinakothek.

Erstmals gestattete man Siedlern bei Retimo, ein Viertel der Ernte innerhalb des Kolonialreichs auszuführen. Die Lasithi-Ebene wurde allerdings bis 1463 zur Strafe für den Aufstand nicht bebaut – erst ab 1497 betrieb man dort wieder Landbau.
Die feudale Führungsschicht hatte starke Verluste erlitten, die nur bedingt ausgeglichen werden konnten. Diese Lücke füllten nun zunehmend Griechen. Außerdem sorgte das nach wie vor ungünstige Preisgefüge dafür, dass sich viele Milites auf andere Landprodukte konzentrierten, wie Wein, Zuckerrohr oder Käse. Dies minderte langfristig die Abhängigkeit der Insel vom Weizenanbau, erschwerte aber die regelmäßige Versorgung Venedigs mit dem Grundnahrungsmittel.